# 보구
보구(중국어: 博古, 병음: Bó Gǔ, 본명: 친방셴, 본명 한자: 秦邦宪, 1907년 5월 14일 ~ 1946년 4월 8일)는 중국공산당의 지도자이다. 1930년대 초반 "28인의 볼셰비키"그룹의 수장으로서 당을 이끌었다.

## 생애
장쑤성 우시 출생으로 쑤저우에서 공학을 공부하다가 제국주의와 군벌에 대항하는 학생운동에 참여하였다. 1925년 그는 상하이 대학에 들어갔다. 이 대학은 취츄바이나 덩중샤와 같은 중국공산당의 활동가들이 교수로 재직하면서 학생들을 좌경화시키고 있었다. 여기서 그는 공산주의자에 흥미를 갖게 되었고, 제국주의에 대항하는 5.30운동을 이끌었다. 이후 공산당에 가입하였다.
1926년 당의 주선으로 모스크바에 유학하여 모스크바 중산 대학에서 본격적으로 마르크스-레닌주의를 공부하였다. 여기서 신을 뜻하는 러시아어: Бог bog[*]에서 자신의 가명을 따왔다. 또한 1년 먼저 유학을 온 왕밍을 비롯하여 장원톈, 왕자샹, 양상쿤등과 교유하게 되어 소위 28인의 볼셰비키라고 불리는 소련유학파 공산주의자 그룹을 형성하였다. 이들은 마르크스-레닌주의의 교조적 입장에서 중국혁명을 지도하려고 하였다.
이 학교의 교장이었던 파벨 미프가 코민테른의 동방지역 책임자가 되어 중국공산당을 지도하기 위해 파견되자 이 그룹도 함께 따라갔다. 그러나 혁명가로서의 경력이 짧았던 이들은 저우언라이나 장궈타오와 같은 당의 중진들에게 막혀 지도권을 장악할 수 없었다. 코민테른을 대표하는 미프의 지원으로 이들은 제6차 전국당대회에서 리리싼과의 권력투쟁에서 승리했다.
미프가 코민테른의 명을 받아 중국공산당을 지도한다는 명목으로 실권을 장악함에 따라 그의 제자이자 통역자였던 왕밍이 정치국원이 되었고 공산당의 사실상의 지도자가 되었다. 왕밍과 행동을 같이했던 보구도 함께 승진했고, 왕밍이 미프를 따라 모스크바로 돌아가자 보구는 총서기에 취임하였다. 리리싼의 모험주의노선의 대가로 도시지역의 당조직이 큰 손실을 입었기 때문에 이들은 마오쩌둥이 농촌지역을 근거지로 건설한 장시 소비에트로 피신할 수밖에 없었다.
이들은 코민테른이 파견한 군사고문 오토 브라운과 함께 마오쩌둥으로부터 홍군의 지휘권을 넘겨받았다. 이들은 그동안의 마오나 주더가 펼쳤던 게릴라전술을 버리고 정규전으로 국민당군에게 대항하지만, 국민당군의 제5차 토벌전에서 커다란 피해를 입어 장시 소비에트를 포기하고 훗날 장정이라고 지칭되는 피난길을 떠날 수밖에 없었다.
장정동안 피해가 극심했기 때문에 보구와 오토 브라운의 권위는 땅에 떨어졌고, 1935년 1월 장정 도중 열린 쭌이 회의에서 ‘28인의 볼셰비키’ 그룹의 일원이었던 장원톈, 왕자샹, 양상쿤이 대오를 이탈하고 마오를 지지하여 마오가 중국공산당의 지도권을 장악하였다. 그러나 보구는 정치국원으로 남을 수 있었다.
옌안에 도착했을 때, 그는 과거의 과오로부터 단절되었음을 표시하기 위해 다시 본명인 친방셴으로 불리길 원했다. 마오는 왕밍이나 장궈타오와의 권력투쟁에서 승리하기 위해 과거 28인의 볼셰비키였던 그의 지지를 필요로 하고 있었다. 1936년 시안 사건이 터지자 저우언라이와 함께 제2차 국공합작이 성립되는 데 기여했다. 1937년에는 당의 조직부장에 임명되어 당의 인사업무를 맡았다. 1941년 공산당의 통신사였던 신화사를 맡아 대외 선전에 종사하였다.
1942년 정풍운동이 시작되자 그는 자신의 과오를 반성하고 마오에 대한 충성을 서약했지만, 지나치게 온화하고 관대한 그의 성격은 마오로부터 비판받았고, 그것 때문에 많은 스트레스를 받았다. 제7차 당대회에서는 당중앙위원회의 위원으로 남아있었지만, 마오의 전폭적 신임은 얻지 못하고 서열은 최하위였다.
1946년 충칭에서 열린 국민당과의 평화협상을 마치고 옌안으로 돌아오던 중 다른 동료들과 함께 비행기 사고로 사망하였다.
| 전임 왕밍 | 중국 공산당 총서기 1932년 - 1935년 | 후임 장원톈 |